# Bargau
Bargau is een plaats in de Duitse gemeente Schwäbisch Gmünd, deelstaat Baden-Württemberg.